# Bains de Fasiladas
Les Bains (ou Thermes) de Fasiladas, également appelés Bains de Fasilidès, sont un complexe balnéaire situés au nord-ouest de la ville de Gondar, en Éthiopie.

## Histoire
Le négus Fasiladas dont la cour nomadisait jusque-là dans ses possessions, s’établit à Gondar et en fit une capitale permanente en 1636. 
Outre l'enceinte fortifiée de Fasil Ghebi et ses nombreux châteaux et églises, il fit construire dans et autour de la ville, plusieurs monuments que ses successeurs étendirent et embellirent.
Parmi ceux-ci, les bains, étaient destinés à l'origine aux ébats nautiques du monarque et de ses proches ou à des célébrations religieuses. 
Les foules s'y rassemblent aujourd'hui à l'issue d'une grande procession, pour célébrer Timqet, l'Épiphanie pour l'Église orthodoxe tewahedo éthiopienne. 
Le bien est classé au Patrimoine mondial par l'Unesco au titre de la "ville-forteresse de Gondar".
Ce complexe balnéaire se trouvait à l'époque au-delà des limites de la ville, vers le nord-ouest, au bord de la rivière Angereb. 
L'extension de la cité moderne a fait que les thermes sont désormais entourés par les habitations et font face à la Faculté de médecine de la ville.

## Description
L’édifice principal est une structure crénelée à deux étages qui occupe l’extrémité d’une pièce d’eau rectangulaire. Ce bassin est alimenté par un canal qui la relie à la rivière voisine. 
Le pavillon balnéaire proprement dit se trouve sur une jetée reposant sur des arches et comporte différentes salles accessibles par un pont de pierre dont une partie pouvait être relevée en cas de danger.
Le bassin proprement dit est ceint de gradin et d'un mur pris d'assaut par d'énormes racines de fromagers. Les thermes se trouvent au milieu d'un parc arboré entouré d'un second mur flanqué de tourelles. 
À quelque distance à l'ouest du bassin, on trouve un petit kiosque dont les habitants vous diront « qu'il servait à abriter le cheval de l'empereur » lorsque celui-ci se baignait.
À Naples en Italie, le Parc des Expositions d'Outre-mer offre une reconstitution de l'édifice principal des Bains de Fasiladas.

## Galerie

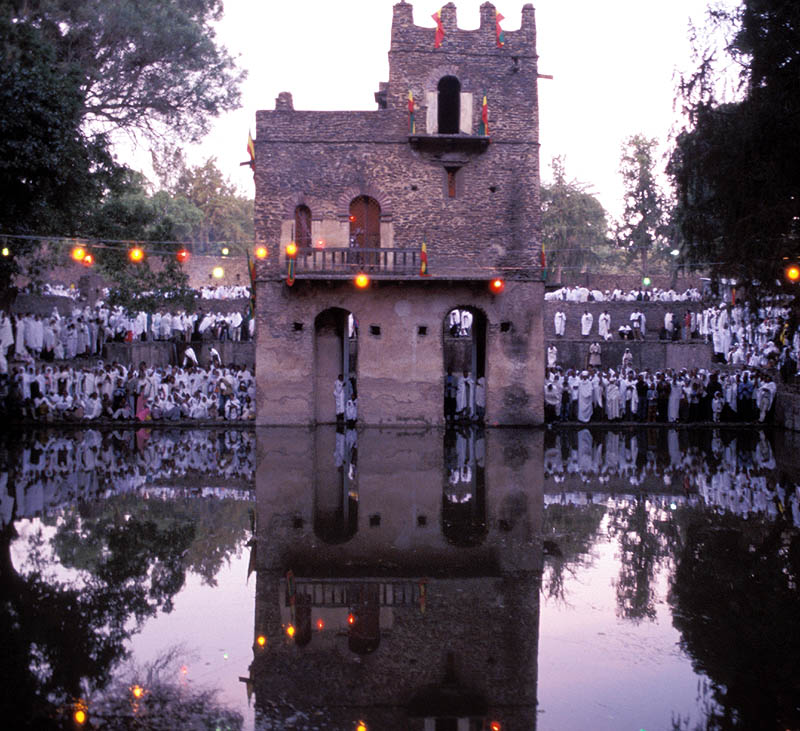
Les bains de Fasiladas. Célébration de Timqet
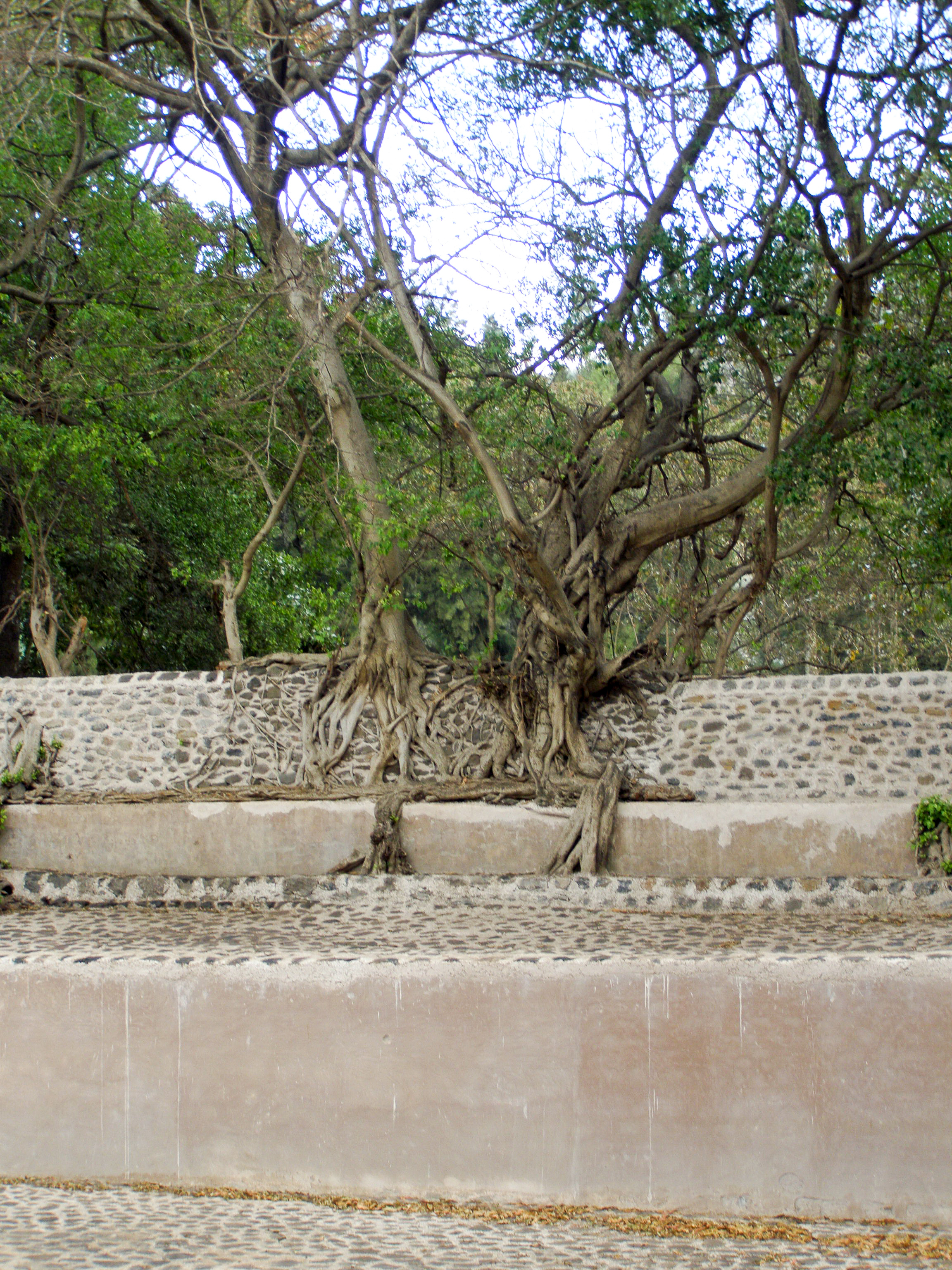
La nature reprend ses droits
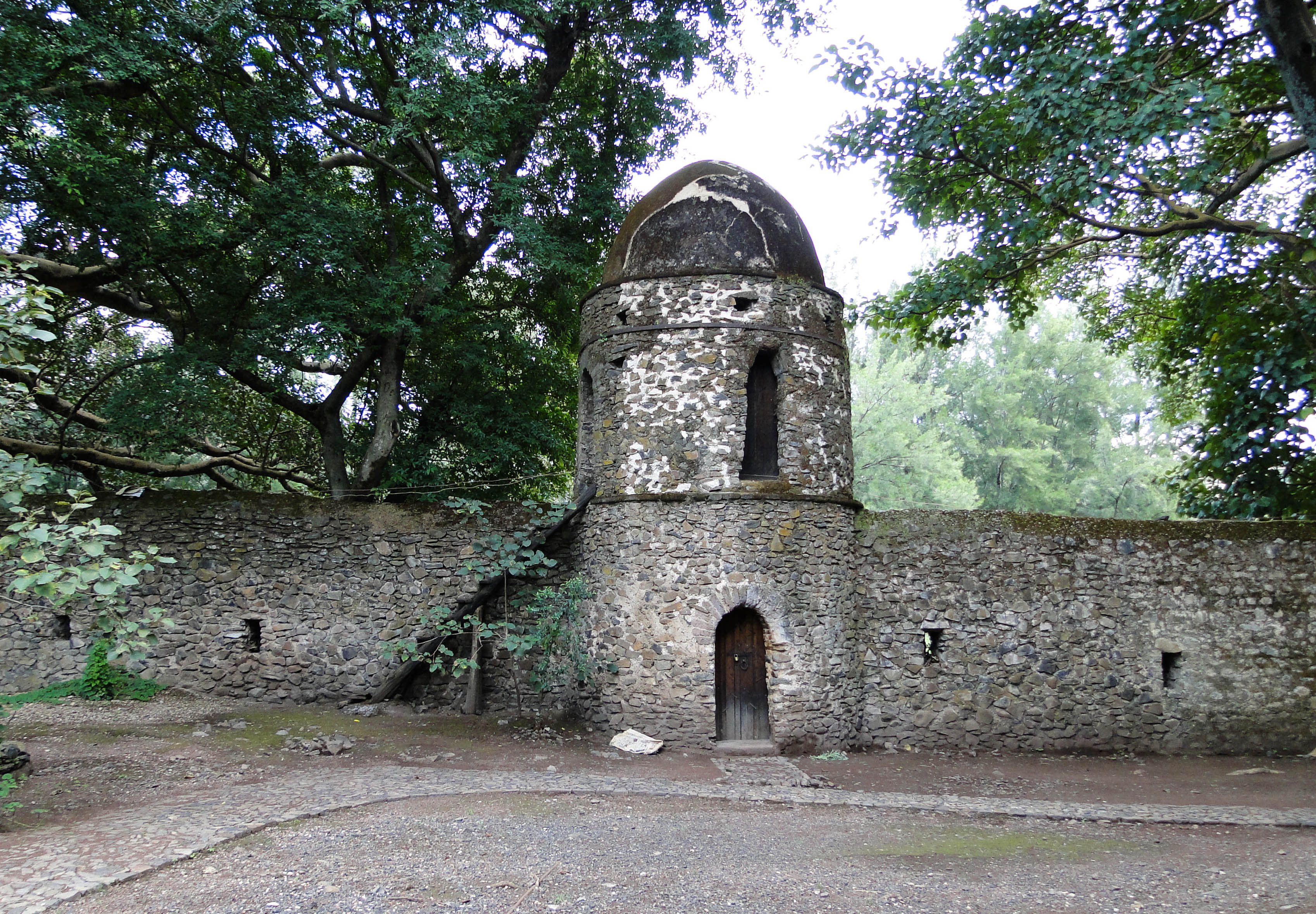
Tourelle du mur d'enceinte
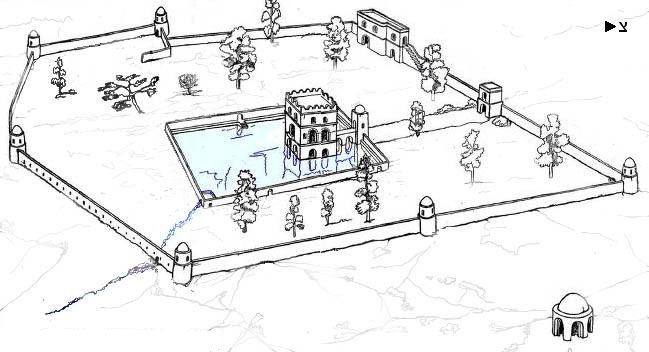
Plan des Thermes de Fasiladas